# Hobo
Hobo là một khu tự quản thuộc tỉnh Huila, Colombia. Thủ phủ của khu tự quản Hobo đóng tại Hobo Khu tự quản Hobo có diện tích 217 ki lô mét vuông. Đến thời điểm ngày 28 tháng 5 năm 2005, khu tự quản Hobo có dân số 5403 người.